# Straßenbahn Debrecen
Die Straßenbahn Debrecen besitzt das kleinste Straßenbahnnetz in Ungarn.  Sie wird von der Debreceni Közlekedési Vállalat (Debreziner Verkehrsgesellschaft; DKV) betrieben. Von dem ursprünglich sechs Linien umfassenden Netz der zweitgrößten ungarischen Stadt Debrecen war nach massiven Stilllegungen in den 1970er Jahren noch eine Linie (Hauptbahnhof ↔ Universität) verblieben, die heute mit modernen Fahrzeugen in dichtem Takt bedient wird. Nach der Jahrtausendwende wuchs das Netz wieder, so dass am 26. Februar 2014 eine zweite Linie in Betrieb ging.

## Geschichte

Marktstraße zur Jahrhundertwende mit Dampfzug.

Die Geschichte der Straßenbahn Debrecen begann im Jahr 1880, als in der Stadt zum ersten Mal der Plan zum Bau einer schmalspurigen Pferdebahn gefasst wurde. Die sich rasch entwickelnde Stadt wollte mit der Bahn sowohl den Personenverkehr erleichtern als auch den Güterverkehr insbesondere zur István-Dampfmühle (am heutigen Malompark).
Nach langwierigen Verhandlungen unterzeichnete die Stadt mit Joseph Lehmann einen Vertrag zum Bau einer normalspurigen Dampfstraßenbahn zwischen dem Bahnhof und dem Heilbad. Am 2. Oktober 1884 begann der Personenverkehr auf dieser Linie.
In der Zwischenzeit baute die Debreczeni Helyi Vasút Rt. (DHV) eine Pferdebahnstrecke vom Hotel Goldener Stier (heute: Kossuth tér) über die Hatvan utca, den Kleinbahnhof (heute: Segner tér) zum Viehmarkt (heute: Böszörményi út), die am 7. Oktober 1888 eröffnet wurde.
Am 19. September 1896 wurde eine weitere Pferdebahnstrecke eröffnet. Sie verlief über die Kossuth utca und den  Attila tér zur Tabakfabrik (Vagóhid utca 2).
Aufgrund der steigenden Verkehrsnachfrage wurde im Jahr 1906 die Vorortbahn Debreczen-Hajdúsámsoni Hév eröffnet, die vom Kleinbahnhof über die Böszörményi út und Füredi út in den Ortsteil Pallag und weiter nach Hajdúsámson führte. Nördlich des heutigen Bem tér verliefen Straßenbahn und Vorortbahn auf einer gemeinsamen Trasse, aber wegen des zunehmenden Verkehrs wurde im Jahr 1910 auf dem Gebiet des heutigen Botanischen Gartens und der Kliniken eine Umgehungsstrecke für die Vorortbahn gebaut.

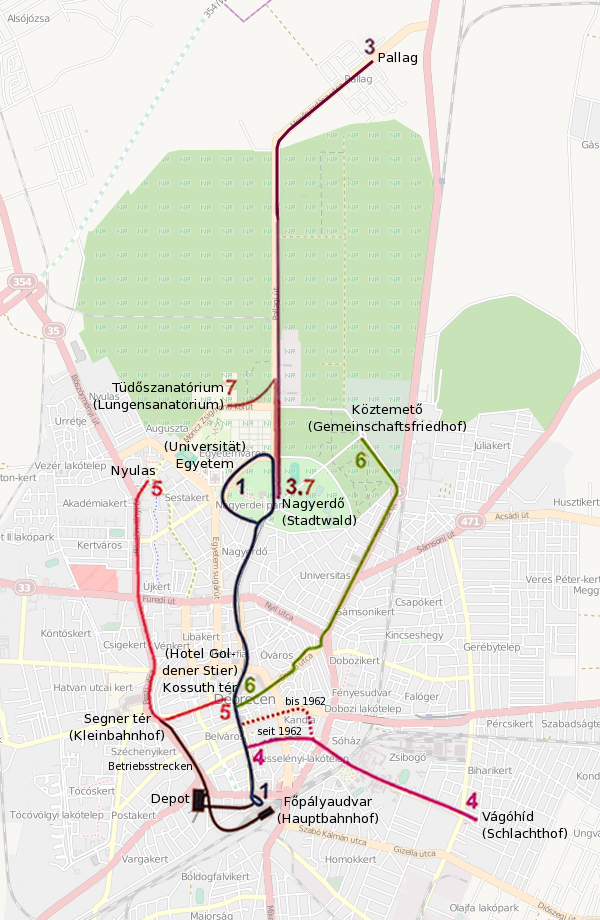
Liniennetz im Jahr 1970

Am 16. März 1911 wurde die erste elektrische Straßenbahn in Debrecen auf der Strecke vom Kossuth-Platz über die Csapó-Straße zum Tüzérlaktanya-Tor an der Sámsoni-Straße in Betrieb genommen. Im Jahre 1912 wurde die Strecke zur Tabakfabrik über eine Brücke über die Bahnstrecke Debrecen-Nyíregyháza weiter entlang der Vagóhid utca bis zum Schlachthof verlängert. Damit erreichte das Straßenbahnnetz im Jahr 1924 eine Länge von 12,3 Kilometern.
Zwischen den beiden Weltkriegen ging der Ausbau des Straßenbahnnetzes in Debrecen weiter: Auch die inzwischen nach Nyírbátor verlängerte Kleinbahn wurde 1924 zwischen der Endstelle Stadtwald und Pallag elektrifiziert und bis zur dortigen Wirtschaftsakademie mit Straßenbahnen befahren. Im Jahr 1925 wurde ein Abzweig zum Universitäts-Hauptgebäude gebaut. Im Jahr 1927 wurde die heute noch vorhandene Stadtwald-Schleife gebaut. Die Strecke zum Tüzérlaktanya-Tor wurde 1934 entlang der Kassai út bis zum Tor 1 des Gemeinschaftsfriedhofs (Köztemető) verlängert, und 1939 wurde über die Benczúr Gyula utca der Haupteingang des Friedhofs erreicht. 1943 wurde die Strecke zum Viehmarkt bis nach Nyulas verlängert. Zum Ende des Zweiten Weltkriegs verkehrten bereits mehr als 10 Straßenbahnlinien in der Stadt.
Von 1950 bis 1962 bestand das Straßenbahnnetz Debrecen aus folgenden Linien:
| Linie | Linienweg                                                                      |
| ----- | ------------------------------------------------------------------------------ |
| 1     | Hauptbahnhof (Nagyállomás) ↔ Universität (Egyetem)                             |
| 3     | Stadtwald (Nagyerdő) ↔ Pallag                                                  |
| 4     | Rathaus (Városháza) ↔ Schlachthof (Közvágóhíd)                                 |
| 5     | Hotel Goldener Stier (Arany Bika szálloda) ↔ Nyulas                            |
| 6     | Hotel Goldener Stier (Arany Bika szálloda) ↔ Gemeinschaftsfriedhof (Köztemető) |
| 7     | Stadtwald (Nagyerdő) ↔ Lungensanatorium (Tüdőszanatórium)                      |

Im Jahr 1962 wurde der innerstädtische  Abschnitt der Linie 4 aus der Kossuth-Straße in die Béke-Straße (heute: St. Anna-Straße) verlegt. Bis dahin lag der Endpunkt der Linie direkt im Zentrum der Stadt.
Die Fahrgastzahlen stiegen in den Jahrzehnten nach dem Zweiten Weltkrieg stark an: So wurden im Jahr 1969 47,4 Millionen Fahrgäste befördert. Trotzdem verfolgte die Verkehrspolitik in Debrecen nach 1968 das Ziel, die eingleisigen Straßenbahnstrecken stillzulegen. Als erste wurden im Jahr 1970 die Linien 3 und 7 nach Pallag und zum Lungensanatorium stillgelegt. 1971 verschwand die Linie 6 zum Friedhof, 1973 die Linie 5 nach Nyulas und als letzte dann 1975 die Linie 4 zum Schlachthof. Bis zur Inbetriebnahme der neuen Linie 2 (siehe unten) am 26. Februar 2014 bestand das Straßenbahnnetz von Debrecen daraufhin nur aus der Linie 1.

## Linien
| Linie | Linienweg                                   | Länge  | Halte | Fahrzeit | Fahrzeuge          |
| ----- | ------------------------------------------- | ------ | ----- | -------- | ------------------ |
| 1     | Hauptbahnhof ↔ Egyetem (Universität)        | 4,4 km | 13    | 20 min   | KCSV6, CAF Urbos 3 |
| 2     | Hauptbahnhof ↔ Doberdó utca (Doberdóstraße) | 6 km   | 16    | 22 min   | CAF Urbos 3        |

| \| Linie 1 \| Linie 1 \| \| \| \| Linie 2 \| Linie 2 \| \| Hauptbahnhof \| Hauptbahnhof \| \| \| \| Hauptbahnhof \| Hauptbahnhof \| \| Vásáry István utca \| Vásáry István utca \| \| \| \| Vásáry István utca \| Vásáry István utca \| \| Szent Anna utca \| Szent Anna utca \| \| \| \| Szent Anna utca \| Szent Anna utca \| \| Városháza \| Városháza \| \| \| \| Városháza \| Városháza \| \| Kossuth tér \| Kossuth tér \| \| \| \| Kossuth tér \| Kossuth tér \| \| Kálvin tér \| Kálvin tér \| \| \| \| Kálvin tér \| Kálvin tér \| \| \| \| \| \| \| \| \| \| Eötvös utca \| Eötvös utca \| \| \| \| Kölcsey Központ \| Kölcsey Központ \| \| Honvéd utca \| Honvéd utca \| \| \| \| Csemete utca \| Csemete utca \| \| Bem tér \| Bem tér \| \| \| \| Dózsa György utca \| Dózsa György utca \| \| Weszprémi utca \| Weszprémi utca \| \| \| \| Nádor utca \| Nádor utca \| \| Andaházi utca \| Andaházi utca \| \| \| \| Dienes László Középikola \| Dienes László Középikola \| \| Nagyerdei körút \| Nagyerdei körút \| \| \| \| DAB-székház \| DAB-székház \| \| \| \| \| \| \| Károly Mihály utca \| \| \| Medgyessy sétány \| Medgyessy sétány \| \| \| \| Csokonai Vitéz Mihály Gimnázium \| Csokonai Vitéz Mihály Gimnázium \| \| Aquaticum \| \| \| \| \| \| \| \| Klinikák \| Klinikák \| \| \| \| Görgey utca \| Görgey utca \| \| Egyetem \| Egyetem \| \| \| \| Árpád Vezér Általános Iskola \| Árpád Vezér Általános Iskola \| \| \| \| \| \| \| Kartács utca \| \| \| \| \| \| \| \| Doberdó utca \| \| \| \| \| \| \| \| \| \| |                    |  |  |  |                                 |                                 |
| Linie 1 | Linie 1            |  |  |  | Linie 2                         | Linie 2                         |
| Hauptbahnhof | Hauptbahnhof       |  |  |  | Hauptbahnhof                    | Hauptbahnhof                    |
| Vásáry István utca | Vásáry István utca |  |  |  | Vásáry István utca              | Vásáry István utca              |
| Szent Anna utca | Szent Anna utca    |  |  |  | Szent Anna utca                 | Szent Anna utca                 |
| Városháza | Városháza          |  |  |  | Városháza                       | Városháza                       |
| Kossuth tér | Kossuth tér        |  |  |  | Kossuth tér                     | Kossuth tér                     |
| Kálvin tér | Kálvin tér         |  |  |  | Kálvin tér                      | Kálvin tér                      |
| |                    |  |  |  |                                 |                                 |
| Eötvös utca | Eötvös utca        |  |  |  | Kölcsey Központ                 | Kölcsey Központ                 |
| Honvéd utca | Honvéd utca        |  |  |  | Csemete utca                    | Csemete utca                    |
| Bem tér | Bem tér            |  |  |  | Dózsa György utca               | Dózsa György utca               |
| Weszprémi utca | Weszprémi utca     |  |  |  | Nádor utca                      | Nádor utca                      |
| Andaházi utca | Andaházi utca      |  |  |  | Dienes László Középikola        | Dienes László Középikola        |
| Nagyerdei körút | Nagyerdei körút    |  |  |  | DAB-székház                     | DAB-székház                     |
| |                    |  |  |  | Károly Mihály utca              |                                 |
| Medgyessy sétány | Medgyessy sétány   |  |  |  | Csokonai Vitéz Mihály Gimnázium | Csokonai Vitéz Mihály Gimnázium |
| Aquaticum |                    |  |  |  |                                 |                                 |
| Klinikák | Klinikák           |  |  |  | Görgey utca                     | Görgey utca                     |
| Egyetem | Egyetem            |  |  |  | Árpád Vezér Általános Iskola    | Árpád Vezér Általános Iskola    |
| |                    |  |  |  | Kartács utca                    |                                 |
| |                    |  |  |  | Doberdó utca                    |                                 |
| |                    |  |  |  |                                 |                                 |

### Linie 1

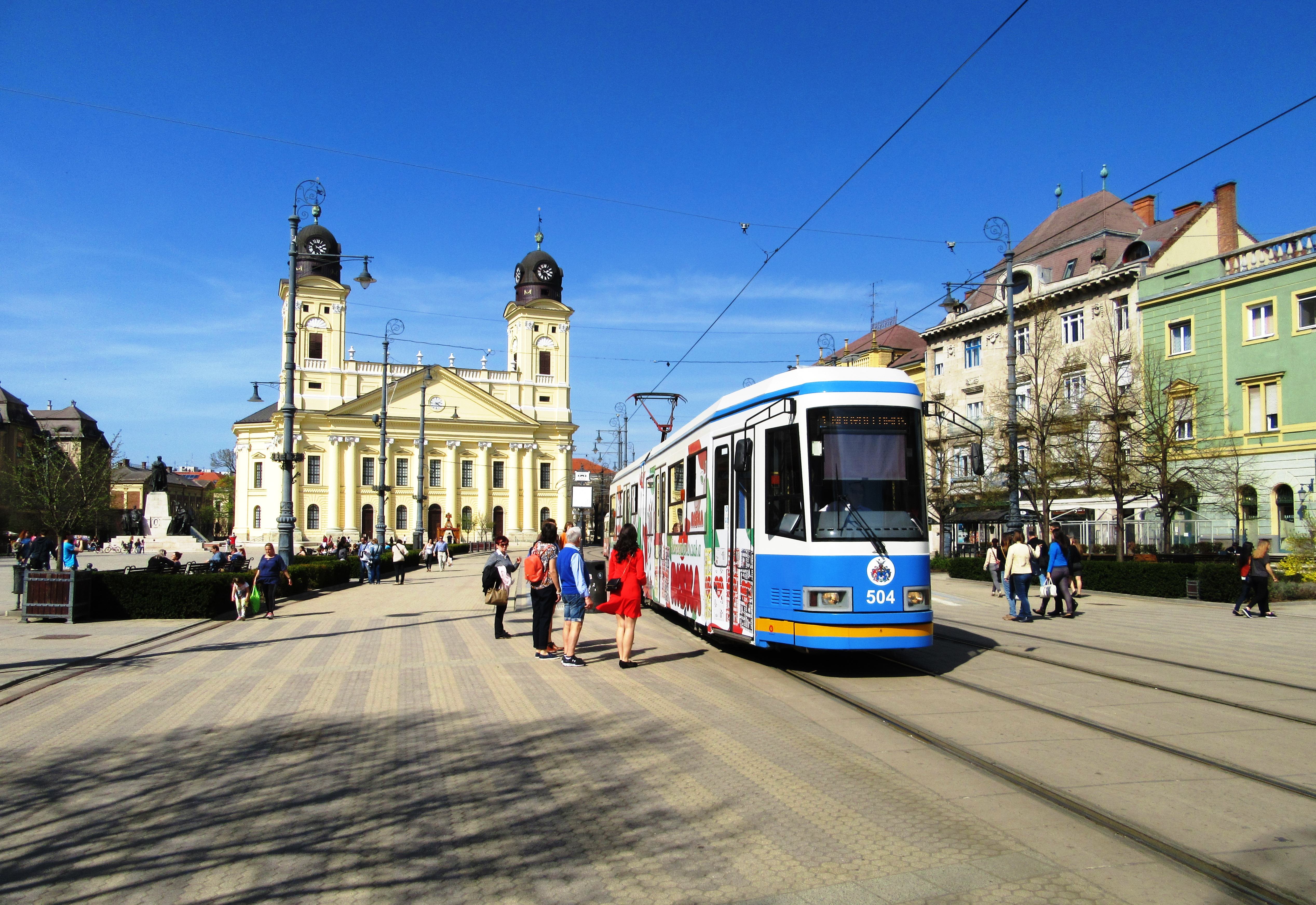
KCSV6-Straßenbahn vor der Großen Reformierten Kirche

Die Linie 1 verläuft in Süd-Nord-Richtung vom Hauptbahnhof zur Universität und erschließt dabei die Innenstadt mit dem Kreishaus (Megház), der Kleinen Reformierten Kirche (Kistemplom), dem Rathaus (Városháza) und der Großen Reformierten Kirche (Nagytemplom). Außerdem werden das Einkaufszentrum Debrecen Plaza, das Einkaufszentrum Fórum Debrecen, die Pädagogische Hochschule (Tanítóképző Főiskola), das Thermal- und Wellnessbad Aquaticum und die Kliniken bedient. Die Strecke ist vollständig zweigleisig ausgebaut. Am nördlichen Ende der Strecke wird eine große eingleisige Schleife durchfahren.

### Linie 2

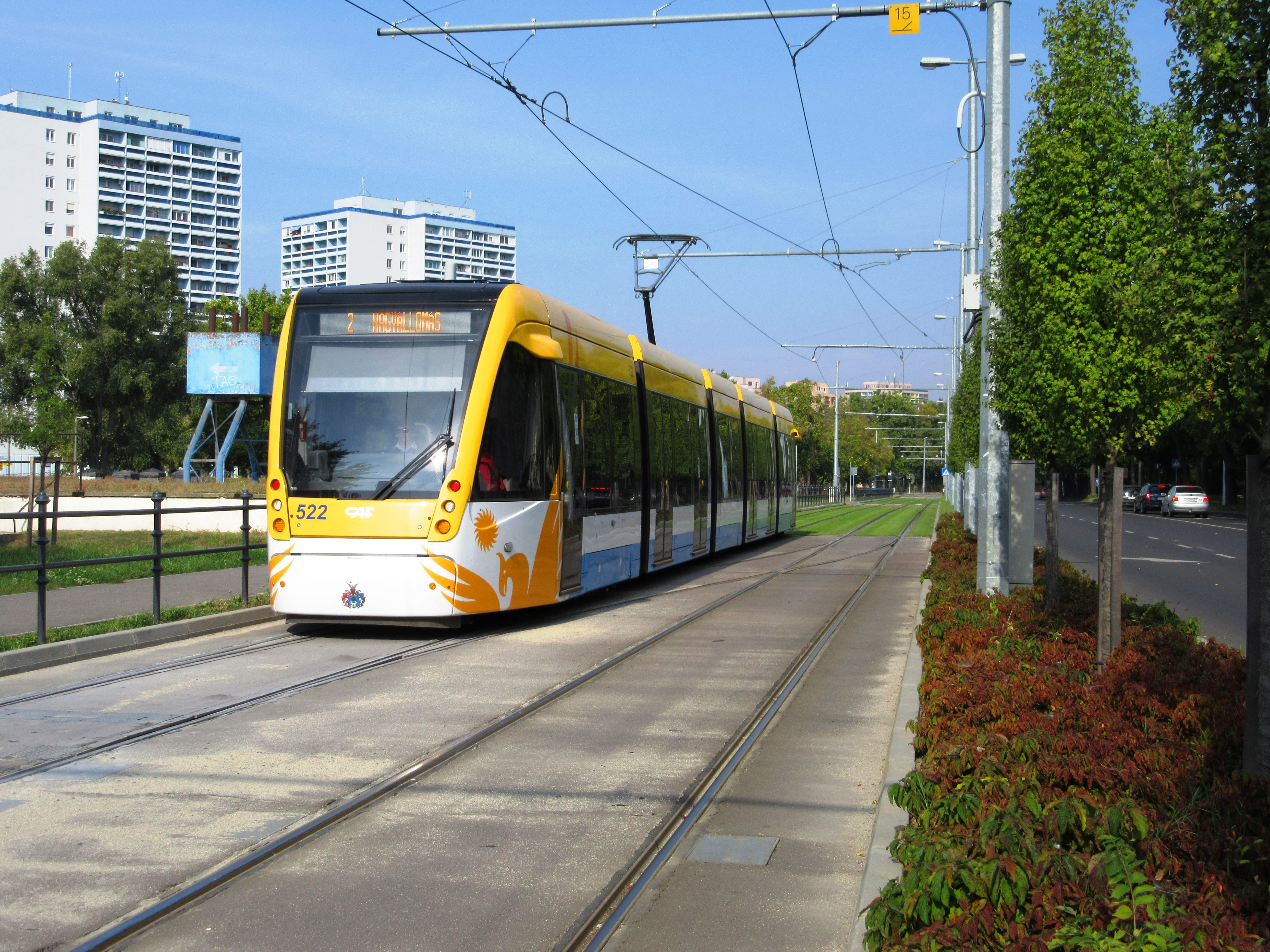
Typ CAF Urbos 3 auf der Neubaustrecke

Seit einigen Jahren gab es Pläne, die Buslinien 31 und 32 durch eine Straßenbahnlinie zu ersetzen. Sie verkehrt zwischen dem Hauptbahnhof und der Doberdó utca. Dabei erschließt sie die Siedlungen Vénkert und Újkert und führt über die Dózsa György út und die Thomas Mann utca. Zwischen dem Hauptbahnhof und der Haltestelle Kálvin tér benutzt sie die Strecke der Linie 1 und zweigt dort in westlicher Richtung in die Hunyadi János utca ab. Im Dezember 2008 genehmigte die Europäische Union einen Förderantrag für die Umsetzung dieses Großprojekts. Am 15. September 2010 begannen die ersten Bauarbeiten. Die Fertigstellung war ursprünglich für den 31. Dezember 2012 geplant.
Für die Linie 2 wurden bis März 2014 insgesamt 18 Niederflur-Gelenktriebwagen Urbos beim spanischen Hersteller CAF beschafft. Das gesamte Investitionsvolumen für Strecke und Fahrzeuge betrug 17,6 Milliarden Forint. Im August 2013 waren bereits die Wagen 511 bis 513 nach Debrecen ausgeliefert. Auf dem damals befahrbaren Streckenteil der Neubaustrecke zwischen Kálvin tér und Malompark (Nádor utca) fanden Probefahrten mit den Wagen 511 und 512 statt. Ab dem 20. Dezember 2013 werden regelmäßige Probefahrten auf der Gesamtstrecke durchgeführt. Die Eröffnung der Linie 2 fand dann am 26. Februar 2014 statt.

## Fahrzeuge

### KCSV6
Vom Budapester Unternehmen Ganz wurden von 1993 bis 1997 elf Bahnen des Typs KCSV6 für die Straßenbahn Debrecen gebaut. Sie waren die letzte Neuentwicklung einer Straßenbahn in Ungarn. Von diesem Typ wurden nur die elf Bahnen für Debrecen gebaut. Ihre Kapazität beträgt 163 Fahrgäste, davon 28 Sitzplätze. Sie erreichen eine Höchstgeschwindigkeit von 60 Kilometern pro Stunde. Sie sind 21,7 Meter lang und haben eine Antriebsleistung von 4 × 85 Kilowatt.

### CAF
Im Rahmen des Straßenbahnprojekts Linie 2 wurden durch finanzielle Unterstützung der EU insgesamt 18 Fahrzeuge von der spanischen Firma CAF bestellt, die fahren hauptsächlich auf der Linie 2, und einige Wagen kommen neben den KCSV6s als Ergänzung auch zum Einsatz.

Ein Wagen ist 32,5 m lang und 2650 mm breit.

### Museumswagen
- Zum hundertjährigen Jubiläum der Straßenbahn Debrecen im Jahr 1984 kaufte die DKV aus Budapest den historischen Zwillingstriebwagen 1884+1984.

- Nach dem Jahr 2000 kaufte die DKV den zweiachsigen Budapester Holzbauwagen HTw260, der im Jahr 1913 gebaut worden war. Ursprünglich trug er die Nummer BVVV 480, dann BSzKRt 2944, danach FVV/BKV 2964. Im Jahre 1986 war er nach Amsterdam verkauft worden.

- Der Wagentyp FVV CSM trägt den Beinamen „Bengáli“ und wurde in den Jahren 1963 bis 1984 sowohl für Debrecen, als auch für Budapest, Miskolc und Szeged gebaut. Entworfen wurde dieser dreiteilige Zweirichtungs-Gelenktriebwagen vom Budapester Verkehrsbetrieb BKV, und ab 1963 wurde er in der Zentralwerkstatt Árpád Füzesi gebaut. Im Jahr 1965 wurde die Herstellung dieses Wagentyps zum Betriebshof der DKV in Debrecen verlagert. Er ist 22,6 Meter lang, seine Kapazität beträgt 210 Personen, von denen 38 auf Sitzplätzen befördert werden können. Wegen der geringen Antriebsleistung von 2 × 52 Kilowatt erreicht dieser Typ nur eine Höchstgeschwindigkeit von 40 Kilometern pro Stunde. Die „Bengális“ galten bis den Ankunft des Typs KCSV6 als die einzige Straßenbahnserie der Stadt, und nachdem die neuen Wagen im Jahr 1997 in Betrieb genommen wurden, konnte dieser veraltete Typ von dem Stadtbild auch noch nicht verbannt werden, einige Wagen waren bis 2014 noch in Linienbetrieb zu finden, sie konnten durch die CAF Urbos ersetzt werden.

### Fahrzeugtypen im Überblick
| Bild             | Bezeichnung     | Anzahl (ursprünglich)                               | Anzahl (derzeit)                                    | Wagennummerbereich        | Baujahr         | in Betrieb            | Linien |
| Linienfahrzeuge  | Linienfahrzeuge | Linienfahrzeuge                                     | Linienfahrzeuge                                     | Linienfahrzeuge           | Linienfahrzeuge | Linienfahrzeuge       | Linienfahrzeuge |
| ---------------- | --------------- | --------------------------------------------------- | --------------------------------------------------- | ------------------------- | --------------- | --------------------- | --- |
|                  | CAF Urbos 3     | 18                                                  | 18                                                  | 511 - 528                 | 2013-2014       | Seit 2014             | 1, 2 |
|                  | KCSV–6          | 11                                                  | 9 (+2 betriebsunfähige Wagen)                       | 500 - 510                 | 1993, 1997      | seit 1994             | 1 |
| Museumsfahrzeuge |                 |                                                     |                                                     |                           |                 |                       | |
|                  | FVV CSM Bengáli | 32                                                  | 1                                                   | 281 - 294 381-386 481-492 | 1962 - 1978     | 1962 - 2014           | Als Linienfahrzeug auf der Linie 1 und seitdem nicht vorhandenen Nebenstrecken, als Museumswagen auf den Linien 1 und 2 |
|                  | Typ L           | ?                                                   | 1                                                   | 260                       |                 | 1911 - 19?? seit 2007 | |
|                  | Serie 2500      | 1 Zwillingstriebwagen (Seit Jahren betriebsunfähig) | 1 Zwillingstriebwagen (Seit Jahren betriebsunfähig) | 1884 + 1984               |                 | 1984 óta              | Der Typ war in Debrecen nie in Linienbetrieb, als Museumswagen war bisher nur auf der Linie 1 eingesetzt.               |
| andere Fahrzeuge |                 |                                                     |                                                     |                           |                 |                       | |
|                  | UV              | 1                                                   | 1                                                   | 205                       |                 |                       | Darf keine Fahrgäste transportieren                                                                                     |

## Betriebshof
Der Betriebshof liegt nicht direkt an der Linie 1, sondern wird von der Endhaltestelle Hauptbahnhof aus über eine Betriebsstrecke durch die Ispotály-Straße erreicht. Die Einfahrt befindet sich an der Salétrom-Straße. Der Betriebshof wird auch für Oberleitungsbusse genutzt, die Einfahrt für die Busse befindet sich weiter nördlich ebenfalls an der Salétrom-Straße.